# Pagny-lès-Goin
Pour les articles homonymes, voir Pagny.
Pagny-lès-Goin est une commune française située dans le département de la Moselle en région Grand Est. L’aéroport Metz-Nancy-Lorraine s’étend en partie sur le territoire de la commune.

## Géographie

### Communes limitrophes
|          | Goin           |       |
| Louvigny | Pagny-lès-Goin | Vigny |
|          | Saint-Jure     |       |

### Hydrographie
La commune est située dans le bassin versant du Rhin au sein du bassin Rhin-Meuse. Elle est drainée par le ruisseau de Goin, le ruisseau de Vigny et le ruisseau de Chesny.

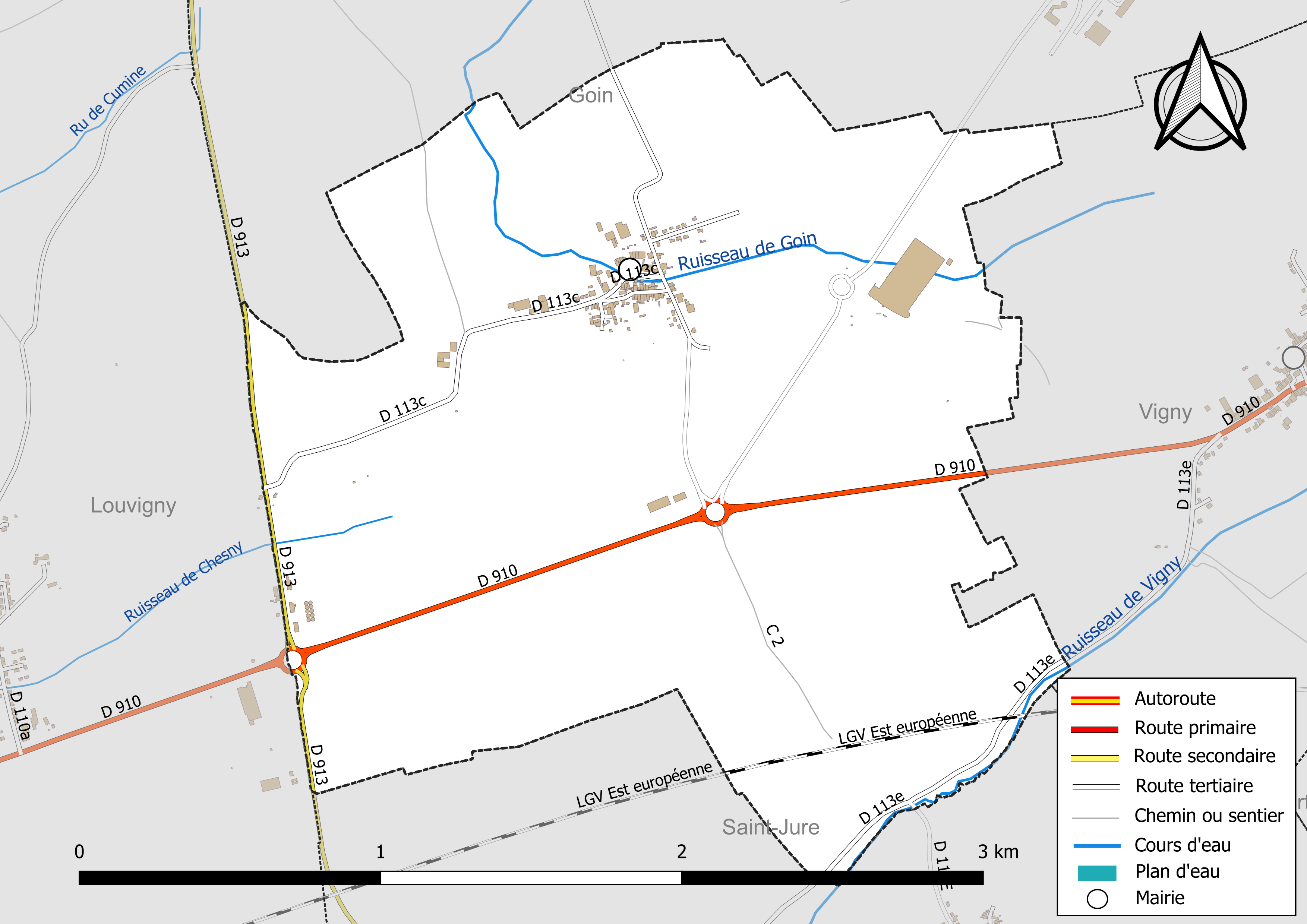
Réseaux hydrographique et routier de Pagny-lès-Goin.

### Climat
Pour des articles plus généraux, voir Climat du Grand Est et Climat de la Moselle.
En 2010, le climat de la commune est de type climat océanique dégradé des plaines du Centre et du Nord, selon une étude du Centre national de la recherche scientifique s'appuyant sur une série de données couvrant la période 1971-2000. En 2020, Météo-France publie une typologie des climats de la France métropolitaine dans laquelle la commune est exposée à un climat semi-continental et est dans la région climatique Lorraine, plateau de Langres, Morvan, caractérisée par un hiver rude (1,5 °C), des vents modérés et des brouillards fréquents en automne et hiver.
Pour la période 1971-2000, la température annuelle moyenne est de 9,6 °C, avec une amplitude thermique annuelle de 16,8 °C. Le cumul annuel moyen de précipitations est de 806 mm, avec 11,7 jours de précipitations en janvier et 9,2 jours en juillet. Pour la période 1991-2020, la température moyenne annuelle observée sur la station météorologique de Météo-France la plus proche, « M.n.l. », sur la commune de Goin à 2 km à vol d'oiseau, est de 10,7 °C et le cumul annuel moyen de précipitations est de 678,8 mm. 
La température maximale relevée sur cette station est de 39,5 °C, atteinte le 24 juillet 2019 ; la température minimale est de −16,3 °C, atteinte le 2 janvier 1997,,.
Les paramètres climatiques de la commune ont été estimés pour le milieu du siècle (2041-2070) selon différents scénarios d'émission de gaz à effet de serre à partir des nouvelles projections climatiques de référence DRIAS-2020. Ils sont consultables sur un site dédié publié par Météo-France en novembre 2022.

## Urbanisme

### Typologie
Au 1er janvier 2024, Pagny-lès-Goin est catégorisée commune rurale à habitat dispersé, selon la nouvelle grille communale de densité à sept niveaux définie par l'Insee en 2022.
Elle est située hors unité urbaine. Par ailleurs la commune fait partie de l'aire d'attraction de Metz, dont elle est une commune de la couronne,. Cette aire, qui regroupe 245 communes, est catégorisée dans les aires de 200 000 à moins de 700 000 habitants,.

### Occupation des sols
L'occupation des sols de la commune, telle qu'elle ressort de la base de données européenne d’occupation biophysique des sols Corine Land Cover (CLC), est marquée par l'importance des territoires agricoles (89,5 % en 2018), une proportion sensiblement équivalente à celle de 1990 (90 %). La répartition détaillée en 2018 est la suivante : 
terres arables (71,1 %), prairies (18,5 %), zones industrielles ou commerciales et réseaux de communication (5,6 %), zones urbanisées (4,9 %). L'évolution de l’occupation des sols de la commune et de ses infrastructures peut être observée sur les différentes représentations cartographiques du territoire : la carte de Cassini (XVIIIe siècle), la carte d'état-major (1820-1866) et les cartes ou photos aériennes de l'IGN pour la période actuelle (1950 à aujourd'hui).

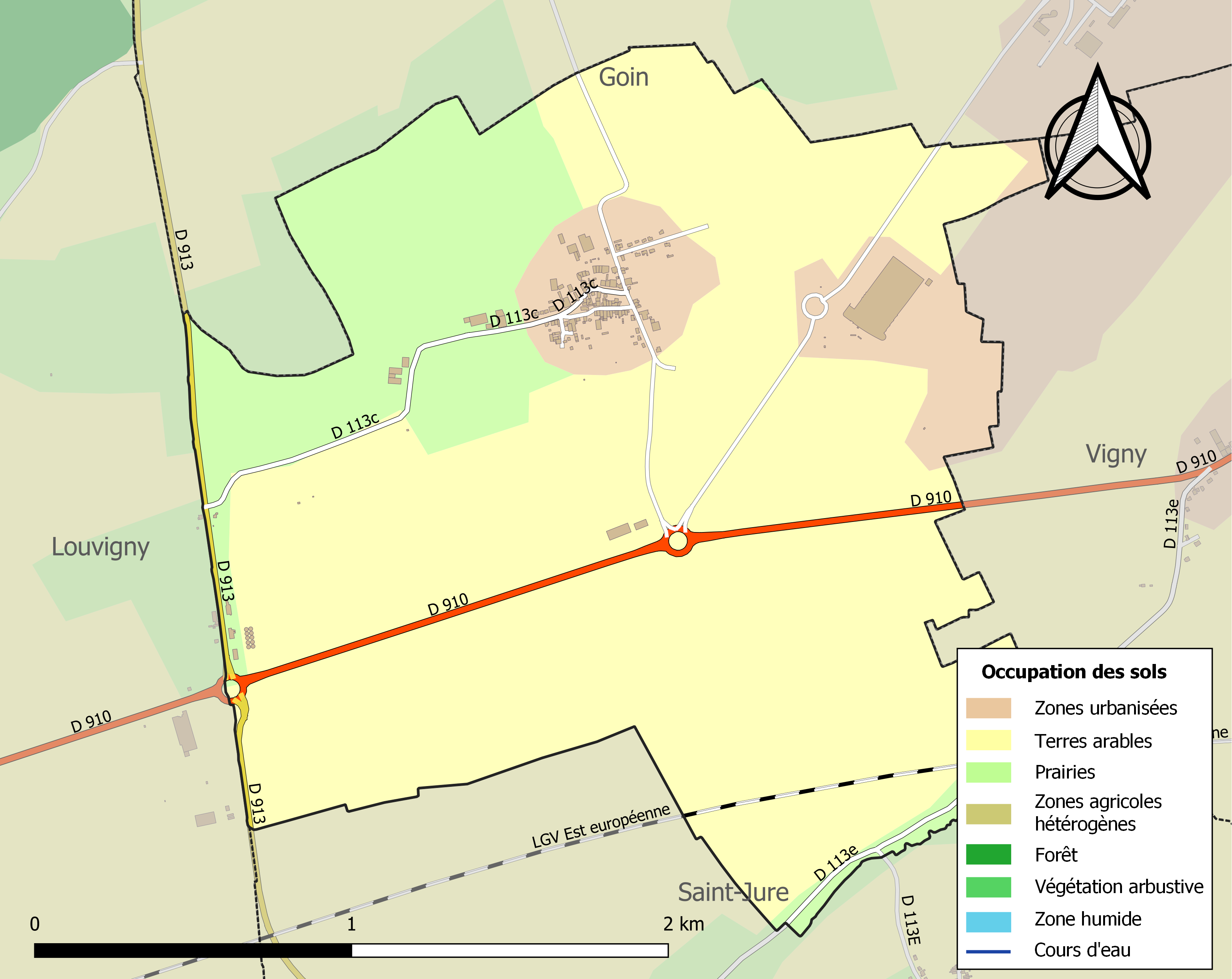
Carte des infrastructures et de l'occupation des sols de la commune en 2018 (CLC).

## Toponymie
Paigney et Pargney (XVe siècle) ; Pagney de leiz Going (1404) ; Pargney de Liez Going (1429) ; Pagni (1544).

## Histoire
À l’origine hameau du Saint-Empire romain germanique, Pagny-lès-Goin dépendit ensuite de l’ancienne province des Trois-Évêchés, village du Saulnois (bailliage de Metz), dans la seigneurie de Goin, avant la Révolution française.
D’après l’étude des registres de la paroisse, le village est peuplé essentiellement d’agriculteurs. Du fait de la démographie en dents de scie du village, les patronymes fréquents avant 1950 ont pratiquement disparu.
Comme les autres communes de l’actuel département de la Moselle, Pagny-lès-Goin est annexée à l’Empire allemand de 1871 à 1918. Rebaptisée « Paningen », Pagny redevient allemande pour 48 ans. La commune redevient française en 1919.
L’entre-deux-guerres est assez morne pour les habitants de Pagny.
Après l’annexion allemande de 1940, la commune est rebaptisée Pagny bei Goin. Évacués vers la France de l’intérieur, la future Zone libre, les habitants de Pagny échappent aux bombardements américains en Lorraine. La commune redevient française le 15 novembre 1944 au cours de la bataille de Metz.
Avec la Quatrième République, la vie communale reprend son cours.
De 1790 à 2015, Pagny-lès-Goin est une commune du canton de Verny.
Depuis fin 2006-début 2007, en raison de la proximité de l’aéroport de Metz-Nancy-Lorraine, Pagny-lès-Goin accueille la plateforme industrielle courrier (PIC) qui assure le tri du courrier.

## Politique et administration
| Période   | Période  | Identité                | Étiquette      | Qualité |
| --------- | -------- | ----------------------- | -------------- | ------- |
| 1938      | 1948     | André Louyot            |                |         |
| 1948      | 1957     | Ernest Hen              |                |         |
| 1958      | 1983     | André Bilocq            |                |         |
| mars 1983 | 2001     | André Louyot            |                |         |
| mars 2001 | 2008     | Chantal Grandjean-Helck | DVG soutien LO |         |
| mars 2008 | 2014     | Jacques Cabayot         |                |         |
| 2014      | mai 2020 | Guy Petain              |                |         |
| mai 2020  | En cours | Guy Frédéric Reichelt   |                |         |

## Démographie
L'évolution du nombre d'habitants est connue à travers les recensements de la population effectués dans la commune depuis 1793. Pour les communes de moins de 10 000 habitants, une enquête de recensement portant sur toute la population est réalisée tous les cinq ans, les populations de référence des années intermédiaires étant quant à elles estimées par interpolation ou extrapolation. Pour la commune, le premier recensement exhaustif entrant dans le cadre du nouveau dispositif a été réalisé en 2006.

En 2022, la commune comptait 231 habitants, en évolution de −4,55 % par rapport à 2016 (Moselle : +0,52 %, France hors Mayotte : +2,11 %).
| 1793 | 1800 | 1806 | 1821 | 1836 | 1841 | 1861 | 1866 | 1871 |
| ---- | ---- | ---- | ---- | ---- | ---- | ---- | ---- | ---- |
| 277  | 286  | 293  | 296  | 294  | 284  | 304  | 304  | 273  |

| 1875 | 1880 | 1885 | 1890 | 1895 | 1900 | 1905 | 1910 | 1921 |
| ---- | ---- | ---- | ---- | ---- | ---- | ---- | ---- | ---- |
| 257  | 260  | 252  | 241  | 212  | 208  | 216  | 219  | 200  |

| 1926 | 1931 | 1936 | 1946 | 1954 | 1962 | 1968 | 1975 | 1982 |
| ---- | ---- | ---- | ---- | ---- | ---- | ---- | ---- | ---- |
| 179  | 165  | 150  | 109  | 148  | 144  | 156  | 136  | 119  |

| 1990 | 1999 | 2006 | 2011 | 2016 | 2021 | 2022 | - | - |
| ---- | ---- | ---- | ---- | ---- | ---- | ---- | - | - |
| 108  | 163  | 188  | 242  | 242  | 230  | 231  | - | - |

De 80 habitants à la fin de la guerre de Trente Ans, le village atteint 300 habitants en 1866, redescend à 108 en 1990 pour remonter à 264 en 2016 grâce à l’implentation de lotissements dans les années 2000.

## Économie

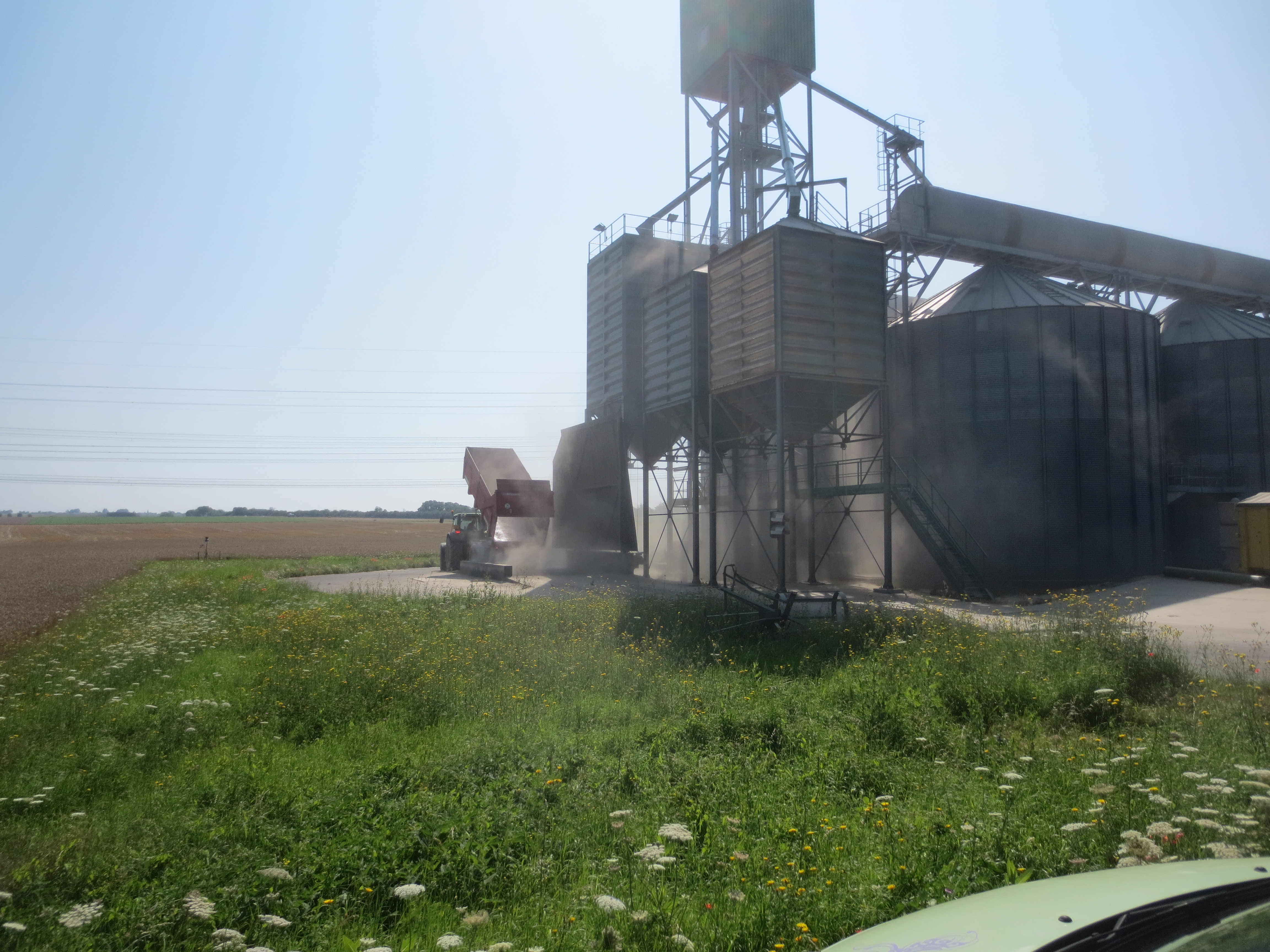
Un céréalier apporte son grain au silo LORCA en juillet 2021.

La commune accueille sur son territoire deux installations économiques significatives :
- Une partie de l'Aéroport de Metz-Nancy-Lorraine.
- Un ensemble constitué de silos et d'un magasin à l'enseigne POINT VERT, exploités par la coopérative LORCA (LORraine Céréales Approvisionnement) directement ou par l'intermédiaire de filiales.

## Culture locale et patrimoine

### Lieux et monuments
- Église Saint-Clément XIXe siècle : chœur XVe siècle à oculus.

### Personnalités liées à la commune
La famille de Jobal, seigneur jusqu'à la Révolution.

### Héraldique
| Blason de Pagny-lès-Goin | Blason  | D'azur à deux lions affrontés d'or escaladant une montagne de huit coupeaux d'argent, 1, 2 et 5, accompagnés en chef d'une croisette d'or accostée de deux étoiles d'argent. |
| Blason de Pagny-lès-Goin | Détails | Le statut officiel du blason reste à déterminer. |